# Сомилс (Северна Каролина)
Сомилс (енгл. Sawmills) град је у америчкој савезној држави Северна Каролина.

## Демографија
По попису из 2010. године број становника је 5.240, што је 319 (6,5%) становника више него 2000. године.
| Група             | 2000.         | 2010.         |
| Белци             | 4.742 (96,4%) | 4.814 (91,9%) |
| Афроамериканци    | 27 (0,5%)     | 48 (0,9%)     |
| Азијати           | 8 (0,2%)      | 11 (0,2%)     |
| Хиспаноамериканци | 116 (2,4%)    | 273 (5,2%)    |
| Укупно            | 4.921         | 5.240         |